# Шмидт, Вадим Васильевич
Шмидт Вадим Васильевич (7 февраля 1927, Москва — 9 августа 1985, Москва) — советский учёный, доктор физико-математических наук, профессор Московского института стали и сплавов, заведовал экспериментальной лабораторией сверхпроводимости Института физики твёрдого тела.

## Биография
Шмидт родился в Москве в семье видного государственного деятеля Шмидта Василия Владимировича. В 1952 г. окончил физический факультет МГУ, куда он поступил после окончания Московского энергетического техникума. В этом же техникуме он преподавал физику после окончания МГУ. С 1954 по 1970 г. Шмидт является аспирантом, а затем сотрудником Института металлургии АН СССР. В 60-е годы завязываются тесные контакты с теоретическим отделом Физического института АН СССР, с Институтом физических проблем АН СССР и формируется его глубокий интерес к физике сверхпроводников. Наиболее полно талант Вадима Васильевича раскрылся во время его пятнадцатилетней работы в ИФТТ АН СССР, где он создал экспериментальную лабораторию сверхпроводимости и руководил ею до конца жизни.

## Вклад в науку
Являлся крупным специалистом в области сверхпроводимости.
Наиболее значимыми достижениями В.В. Шмидта являются:
- Создание и обнаружение при его участии и на основе его расчётов на двойном кристалл-спектрометре  ряда новых эффектов (возбуждение плазмона вблизи края поглощения, сдвиг энергии плазмона при фазовом переходе), объяснение данных явлений в теории.
- Предсказание (1966 г.) появления предвестника сверхпроводимости при температурах выше критической, указание условия, при которых флуктуации параметра порядка сверхпроводника, обычно ограниченные чрезвычайно узкой областью, проявляются в широком температурном диапазоне. Опубликованная им по данной теме работа была пионерской и открыла новое важное направление в физике сверхпроводников.
- Проведение в начале 70-х годов теоретических исследований пиннинга магнитного потока в массивных и тонкоплёночных жёстких сверхпроводниках II рода.
- С середины 70-х годов изучал эффекты Джозефсона и сопровождающие их явления. Им и его учениками был решён класс важных задач о движении квантованных вихрей магнитного потока в неоднородных джозефсоновских переходах. Экспериментально и теоретически исследовал неравновесные явления на границе «сверхпроводник — нормальный металл» под действием электрического тока или потока тепла. Обнаружил тепловые аналоги стационарного и нестационарного эффектов Джозефсона в структурах «сверхпроводник — нормальный  металл — сверхпроводник».

## Из библиографии
Является автором пособия по физике сверхпроводников:
- Шмидт В. В. Введение в физику сверхпроводников. М.: Наука, 1982.